# Gentilname
Der Gentilname (auch Gentilizname oder Gentiliz (n)) (lateinisch nomen gentile, nomen gentilicium, nomen gentilitium, deutsch etwa „Geschlechtsname, Sippenname“) ist der zweite Teil eines antiken etruskischen und römischen Namens und benennt den Namen des Geschlechterverbands (der gens), dem ein Namensträger angehört.

## Bedeutende römische Gentilnamen
- Gens Aelia (z. B. Kaiser Hadrian)
- Gens Aemilia (z. B. Marcus Aemilius Lepidus)
- Gens Antonia (z. B. Marcus Antonius)
- Gens Aurelia
- Gens Caecilia (z. B. Quintus Caecilius Metellus Pius)
- Gens Calpurnia
- Gens Cassia (z. B. Gaius Cassius Longinus)
- Gens Claudia (z. B. Nero Claudius Caesar Augustus Germanicus)
- Gens Cornelia (z. B. Publius Cornelius Scipio Africanus maior)
- Gens Domitia
- Gens Fabia
- Gens Fulvia (z. B. Marcus Fulvius Flaccus)
- Gens Furia (z. B. Marcus Furius Camillus)
- Gens Galeria
- Gens Iulia (z. B. Gaius Iulius Caesar)
- Gens Iunia (z. B. Marcus Iunius Brutus)
- Gens Licinia (z. B. Marcus Licinius Crassus)
- Gens Livia (z. B. Marcus Livius Drusus)
- Gens Manlia
- Gens Messia
- Gens Octavia (z. B. Gaius Octavius)
- Gens Papiria
- Gens Pompeia (z. B. Gnaeus Pompeius Magnus)
- Gens Porcia (z. B. Marcus Porcius Cato Censorius)
- Gens Postumia
- Gens Quinctia (z. B. Lucius Quinctius Cincinnatus)
- Gens Sempronia (z. B. Tiberius Sempronius Gracchus)
- Gens Sergia (z. B. Lucius Sergius Catilina)
- Gens Servilia
- Gens Sulpicia (z. B. Servius Sulpicius Galba)
- Gens Tullia (z. B. Marcus Tullius Cicero)
- Gens Valeria (z. B. Publius Valerius Poplicola)

## Männer und Frauen
Männer trugen einen Vornamen (Praenomen) und hinter dem Gentilnamen oft einen Beinamen (Cognomen). Frauen bezeichnete man meist nur über ihre Zugehörigkeit zu einer Familie, etwa „Cornelia“ oder „Claudia“.
siehe: Liste römischer Familien